# Ясна (Олов'яннинський район)
Я́сна (рос. Ясная) — селище у складі Олов'яннинського району Забайкальського краю, Росія. Адміністративний центр та єдиний населений пункт Яснинського сільського поселення.

## Населення
Населення — 7785 осіб (2010; 7516 у 2002).
Національний склад (станом на 2002 рік):
- росіяни — 87 %